# Manucomplanus spinulosus
Manucomplanus spinulosus är en kräftdjursart som först beskrevs av Lipke Bijdeley Holthuis 1959.  Manucomplanus spinulosus ingår i släktet Manucomplanus och familjen eremitkräftor. Inga underarter finns listade i Catalogue of Life.